# نور الدين قاسيمي
نور الدين قاسيمي  (17 أكتوبر 1977 المغرب) هو لاعب كرة قدم مغربي.

## روابط خارجية
- نور الدين قاسيمي على موقع الاتحاد الدولي (مؤرشف)  (الإنجليزية)
- نور الدين قاسيمي على موقع قاعدة بيانات كرة القدم.إي يو (الإنجليزية)
- نور الدين قاسيمي على موقع ليكيب (الفرنسية)
- نور الدين قاسيمي على موقع ناشيونال فوتبول تيمز (الإنجليزية)
- نور الدين قاسيمي على موقع عالم كرة القدم.نت (الإنجليزية)
- نور الدين قاسيمي على موقع أوليمبيديا (الإنجليزية)